# Ґудзик (гра)
«Ґудзик» («Монета», Колечко) — дитяча гра на винахідливість, у якій гравці утворюють коло з витягнутими руками, долонями разом. Одна дитина, яку називають ведучим, бере предмет, наприклад, ґудзик (монету, кільце), і ходить по колу. В руках однієї людини вони впускають ґудзик, хоча продовжують брати свої руки в руки інших, так що ніхто, крім того, хто дає, і того, хто отримує, не знає, де він знаходиться. Ґудзик може не з'являтися протягом усього проходження, якщо вона з'являється, то гру потрібно перезапустити.

## Правила
Будь-яка кількість дітей (від шести учасників до п'ятнадцяти і більше) сідають або стають у коло. Одна дитина тримає ґудзик монету або - як варіант - кільце, заховане між двома долонями. Інша дитина стоїть поза колом і має бути насторожі. Згодом вона повинна відгадати, хто отримав монетку або каблучку.
Діти в колі також складають руки перед животом, тримаючи долоні трохи відкритими. Під час спільного виконання пісні власник предмета по черзі переходить від дитини до дитини і тримає свої закриті долоні у відкритих долонях учасників. У певний момент під час пісні власник предмета непомітно впускає його в долоню дитини, яка стоїть у колі. Коли пісня закінчується, дитина, яка відгадує, повинна сказати, хто отримав монету. Якщо вона вгадала правильно, то може відпустити предмет у вільне плавання. Якщо вона вгадала невірно, настає черга дитини з талером у руці.

## Альтернативні версії

### Всі разом
Ведучий або всі діти в колі кажуть: «Ґудзик, ґудзик, у кого ґудзик?», а потім кожна дитина в колі відгадує. Дитина, яка вгадала, відповідає своїм варіантом, наприклад: «Ґудзик у Софії!» Після того, як дитина з ґудзиком нарешті вгадана, вона роздає ґудзик і починає новий раунд.

### Пасування
У другому схожому варіанті дитина, яка є ведучим, стоїть у центрі кола. Ґудзик передається за спинами дітей у колі, зупиняючись у довільному місці. Ведучий намагається вгадати, де ґудзик, і як тільки знаходить його, стає на своє місце в колі. Той, у кого був ґудзик, стає новим ведучим, і гра починається знову.

### Питання
Невеликою варіацією перших двох версій є те, що ведучий ставить запитання (як у грі «Двадцять запитань»), щоб визначити, у кого є ґудзик.

### Сходи
В іншу версію зазвичай грають кілька дітей з одним дорослим. Походження гри невідоме, але вона існувала до 1900 року. Діти починають з того, що сідають на нижню сходинку сходів. Дорослий простягає обидва кулаки, один з яких тримає ґудзик. Дорослий запитує: «Ґудзик, ґудзик, у кого ґудзик?». Той, хто правильно відгадує, просувається на одну сходинку. Виграє той, хто першим досягне верхньої сходинки. Якщо сходи недостатньо широкі, дітей можна поділити на команди.

## У масовій культурі
- У творі «Маленькі чоловіки» Луїзи Мей Олкотт діти Пламфілда згадують гру «Ґудзик, ґудзик, у кого ґудзик?»[1]
- У вірші Роберта Фроста «Відьма з Куса» гра згадується в рядках 7–8: «Виклик духів — це не «Ґудзик, ґудзик, у кого ґудзик?», я б хотів, щоб вони знали».
- У книзі <i id="mwIA">«Вперед, запитай Алісу»</i> діти на вечірці грають у гру «Ґудзик, ґудзик, у кого ґудзик?», де «ґудзик» — це банка газованої води з додаванням ЛСД. Авторка щоденника отримує банку газованої води з додаванням наркотиків, що призводить до її подальшого зловживання наркотиками.[2]